# 박상수 (야구인)
박상수(朴相洙, 1970년 6월 29일 ~ )는 전 KBO 리그 야구 선수의 외야수이며,  충주성심학교 야구부의 청각장애인 농아학교 감독이였다. 2020년부터 서울학동초등학교 감독을 맡고있다.

## 출신학교
- 군산상업고등학교
- 원광대학교